# Carrellata

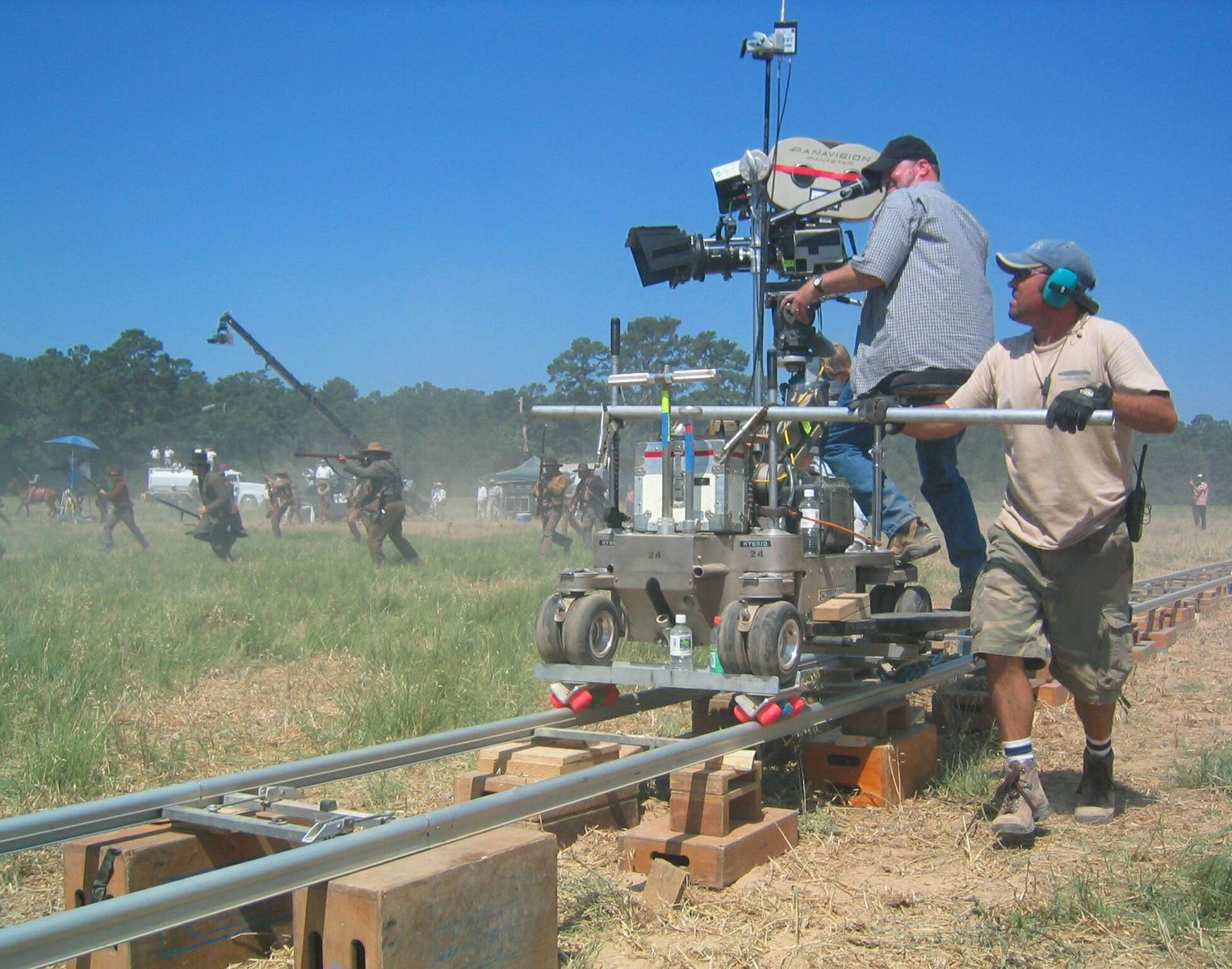
Uso della carrellata durante le riprese di una scena di battaglia del film Alamo - Gli ultimi eroi

La carrellata è un movimento compiuto da una macchina da presa (chiamata anche "cinepresa" o in breve "mdp"), o da una telecamera, solitamente con l'ausilio di un carrello. Tale termine può altresì essere usato per descrivere un rapido cambio di canali televisivi; "fare una carrellata di canali" come alternativa all'utilizzo della parola "zapping" mutuata dalla lingua inglese.

## Definizione
Nell'effettuare la carrellata, un macchinista muove fisicamente il carrello sul quale è posta la macchina da presa, seguendo un percorso prestabilito. In molti casi si predispongono dei binari, specie se il terreno è accidentato. Lo scopo dell'impiego di un carrello è infatti quello di consentire una ripresa fluida e stabile. La velocità del carrello può variare più o meno a seconda delle esigenze dell'inquadratura. Spetta al regista, o al direttore della fotografia, decidere in che direzione e con quale velocità muovere il carrello (sempre che non si deleghi la decisione all'operatore). Rispetto al soggetto ripreso, il carrello può muoversi in avanti, indietro, lateralmente, verticalmente o in circolo. Può anche scorrere su binari fissati al soffitto (come in Taxi Driver, nella leggendaria ripresa al termine della sparatoria).
Particolari tipi di carrelli sono forniti di una pedana per l'operatore e di vari accessori, come ad esempio un braccio mobile, dotato di molle o contrappesi, che sorregga la mdp. In base alla lunghezza e al tipo di braccio usato, questi carrelli sono chiamati in gergo con i termini inglesi "dolly", "crane" e "louma". La carrellata può anche essere effettuata con l'ausilio di una gru, di una steadicam, di una camera-car, o di altre attrezzature, con o senza ruote, utilizzate nelle riprese aeree o nelle panoramiche (come le fly-cam o le sky-cam).
La carrellata può anche essere effettuata variando la lunghezza focale di un obiettivo dotato di zoom: in questo caso si ottiene una "carrellata ottica", detta in gergo "zoommata" (assai frequente nelle riprese televisive). È possibile combinare in vari modi la carrellata ottica col movimento del carrello, ottenendo vari effetti nella ripresa. Uno di questi effetti è detto comunemente "effetto Vertigo" (dal titolo del film Vertigo, di Alfred Hitchcock, in cui fu usata per rendere l'idea delle vertigini): consiste nel contrapporre una zoommata in avanti ad un arretramento del carrello (o viceversa).
La carrellata e la panoramica hanno i loro motivi di applicazione: possono essere applicate per seguire un attore durante il suo movimento, aggiustare l'inquadratura se l'attore si è spostato, seguire lo stesso se sta per andare fuori campo, rendere la scena più drammatica creando tensione (vedi per esempio le carrellate a seguire nel labirinto e nei corridoi dell'hotel in Shining di Stanley Kubrick), dinamicizzare ancora di più un movimento veloce etc.

## Tipi
Altri tipi di carrellata: 
- Carrellata a distanziare (Pull Back Retraction): scopo principale della carrellata è il distanziamento emotivo dello spettatore che vede allontanarsi da sé un personaggio, ad esempio, racchiuso in una prigione oppure un innamorato che si allontana mentre il treno va via (lo spettatore vede come l'innamorata che resta sul treno e si allontana dal suo amato).
- Carrellata indietro a scoprire (Back Reveal): il quadro mostra una porzione della scena, poi la mdp arretra e mostra l'intera scena con, a volte, effetti drammatici o di horror a sorpresa.
- Carrellata circolare (Spin around): la mdp ruota intorno alla scena. In Matrix la mdp ruota intorno al telefono quando i personaggi vengono trasportati nelle loro esistenze virtuali.
- Carrellata verso l'alto (Depth Dolly): si ottiene con un movimento perpendicolare alla linea d'azione nella scena allo scopo di accrescere il senso di profondità.
- Carrellata circolare sullo sguardo (Spin Look): qui la mdp gira intorno ad un personaggio per mostrare allo spettatore ciò che vede; ma in controcampo può accadere che la mdp giri intorno all'oggetto per mostrare ciò che l'attore guarda fuori dalla sua inquadratura.
- Carrellata attraverso le pareti (Track Through Solid): si praticano dei tagli nelle pareti di scena e si fa passare la mdp in mezzo, in questo modo si ha l'impressione che la mdp possa passare attraverso le pareti come in Blade Runner (Ridley Scott, USA, 1982): quando Deckard entra nell'edificio, la mdp con una gru passa attraverso il tetto della stazione di polizia.
- Effetto Vertigo: amplifica il senso prospettico carrellando in avanti e, nello stesso tempo, zoomando all'indietro, ottenendo così un effetto di ebbrezza, di disagio. Hitchcock usò questa tecnica in La donna che visse due volte, USA 1958, quando James Stewart tenta di vincere la sua folle paura dell'altezza.
- Carrellata a perdere (Collapse Dolly): la mdp si muove all'indietro mentre un attore le viene incontro. L'attore è più veloce del movimento della MDP sin quando non la oltrepassa ed esce a lato.